# Фрадкин, Бенцион Вульфович
Бенцион Вульфович Фрадкин (1870, Воронеж Черниговская губерния, ныне Сумская область Украины — 1938, Харьков) — еврейский поэт, драматург и переводчик, писатель

; писал преимущественно на иврите, также на идише и русском языке.

## Биография
Жил в Конотопе, Подолии и Хотине, в 1919 году работал учителем в еврейской школе в Дербенте.
В 1908 году в Браилове состоялся всероссийский съезд учителей древнееврейского языка, Фрадкин вошёл в состав экзаменационной комиссии Центрального комитета профсоюза учителей. В 1912 году в Варшаве была опубликована его большая повесть «ха-Квалим» («Оковы», издательство «Тушия», 120 с). В 1913 году в Вильно вышел в свет «Русско-еврейский карманный словарь Б. Фрадкина и Ш.  Айзикова» на 25 тысяч слов.
Издал в 1927 году последнюю в СССР книгу на иврите («Алей асор» — «На десятиструнной лире»). Сборник был посвящён десятилетней годовщине Великой Октябрьской революции и включал четыре поэмы («Песня трудящихся», «Песня старого революционера», «К еврейскому крестьянству СССР»), прославляющие советскую власть и трудящихся страны советов. Современные исследователи отмечают невысокий литературный уровень этих произведений. После этого издавался только за границей — в США, Канаде, Палестине. Выполнил перевод на иврит романа Фёдора Гладкова «Цемент» (Тель-Авив, 1929).
В 1994 году в Харькове в издательстве «Прапор» («Знамя») — на основе сохранившихся у Лии Михайловны Ковальчук рукописей — вышел сборник стихов Фрадкина на иврите под редакцией М. Янкельзона. Это — первая книга на иврите, изданная на территории бывшего СССР после 1927 года. Таким образом, на Фрадкине официальная печатная ивритская художественная литература в СССР в 1927 году прервалась, с его же именем возродилась в 1994 году.
Расстрелян в сентябре 1938 года в Харькове по обвинению в «активной шпионской и диверсионной деятельности».